# Boundary Islet
Boundary Islet, historicamente conhecido como North East Islet, parte do Hogan Island, é um ilhéu de dois hectares que mede a fronteira dos estados australianos de Vitória e Tasmânia.
O ilhéu é o único limite terrestre da Tasmânia e, com 85 metros de comprimento, é a fronteira terrestre mais curta entre qualquer estado ou território australiano.